# Фелізовка
Фелішовка (пол. Feliszówka) — лісистій пік заввишки 1006 м над рівнем моря, одна з найвищих гірських вершин пасма гір Високого Долу. Знаходиться в Західних Бещадах.
Високий Діл історично був межею по якій проходив розділ етнографічних територій розселення українських груп лемків та бойків.
До 1946 року на цих територіях українці складали більшість населення, проте під час Операції «Вісла» їх було виселено до Польщі.